# Marc Elsberg

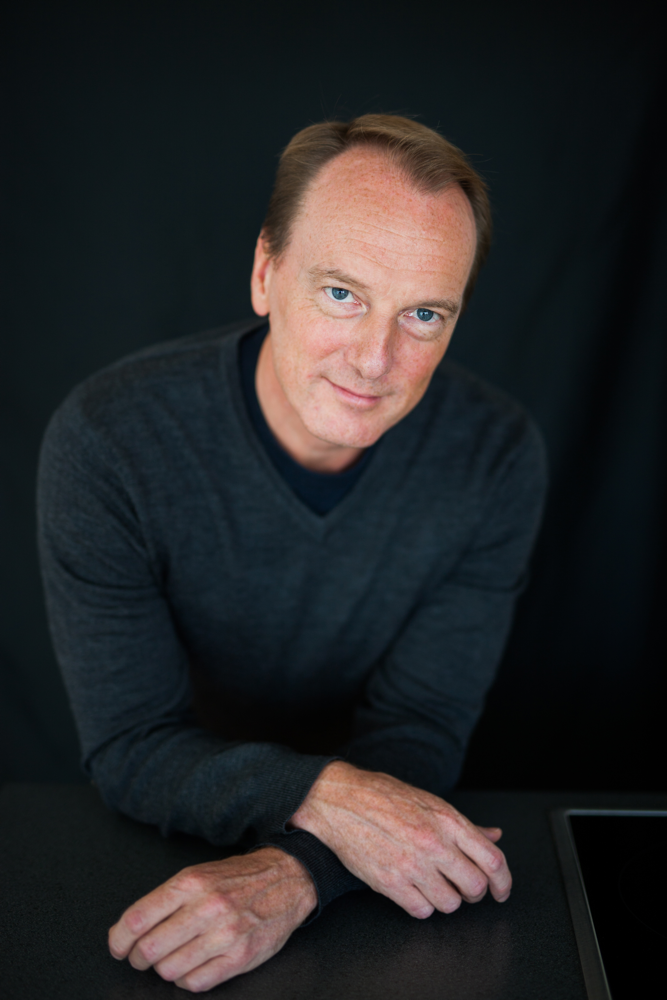
Marc Elsberg (2016)

Marc Elsberg (* 3. Jänner 1967 in Wien, eigentlich Marcus Rafelsberger) ist ein österreichischer Bestsellerautor. Seit 2012 erscheinen seine Werke im Blanvalet Verlag der Penguin Random House Verlagsgruppe. Sie wurden in zahlreiche Sprachen übersetzt.

## Leben
Marc Elsberg wurde 1967 in Wien geboren und wuchs in Baden (Niederösterreich) auf. Dort besuchte er das BG & BRG Baden Biondekgasse und schloss es 1985 mit der Matura ab. Anschließend begann er Industriedesign an der Universität für angewandte Kunst Wien zu studieren. Elsberg arbeitete als Strategieberater und Kreativdirektor in der Werbebranche, unter anderen für die Agentur Baader, Lang, Behnken in Hamburg. In Wien entwickelte er als strategischer Planer für die Agentur Ogilvy & Mather Kommunikationsstrategien und beriet anschließend für Schoeller Corporate Communications Unternehmen in Österreich und Deutschland. Für seine Leistungen wurde er unter anderem vom Creativ Club Austria ausgezeichnet. Parallel begann er, unter dem Titel „Keine Anzeige von Marcus Rafelsberger“ eine Kolumne für die Tageszeitung Der Standard zu gestalten. Seit 2021 unterrichtet Marc Elsberg an der Universität für angewandte Kunst Wien als Universitätslektor das Thema Storytelling.

## Wirken
Sein literarisches Debüt hatte Marc Elsberg im Jahr 2000, damals noch unter seinem bürgerlichen Namen Marcus Rafelsberger, mit dem satirischen Roman Saubermann im Berliner Espresso-Verlag, der von einem herabgewirtschafteten Waschmittel handelt. 2004 erschien im Kölner Emons Verlag mit Das Prinzip Terz ein Kriminalroman, in dem der gleichnamige Kommissar den Tod des Chefs einer Werbeagentur aufklären muss, während er selbst zum Mörder wird. Weitere Werke von Marc Elsberg sind Menschenteufel (2009) und Wienerherz (2011).

### Blackout
Größere Bekanntheit erreichte Marc Elsberg mit dem Thriller Blackout – Morgen ist es zu spät, in dem er das Szenario eines flächendeckenden Zusammenbruchs der Stromversorgung und dessen Folgen entwirft. Das Buch wurde überwiegend positiv rezensiert, unter anderem bezeichnete das Handelsblatt es als „packend erzählten Thriller“. Bild der Wissenschaft urteilte, die Handlung sei „gut recherchiert und realitätsnah geschildert“. 2013 gehörte es zu den „10 Büchern, die man diesen Sommer lesen muss“ des iBookstore, außerdem stand Blackout mehrere Jahre auf der Bestsellerliste des Spiegels. In der Spitze erreichte das Buch dort im Juli 2013 den zweiten Platz. Der Roman wurde allein im deutschsprachigen Raum über 1,8 Millionen Mal verkauft und in über ein Dutzend Sprachen übersetzt. Daneben erhielt Blackout die Auszeichnung Wissensbuch des Jahres 2012 in der Kategorie Unterhaltung. Diese wird von einer Jury renommierter Wissenschaftsjournalisten auf Initiative von Bild der Wissenschaft vergeben.
Im September 2020 startete Joyn den Dreh einer Thriller-Serie auf Basis des Romans mit Moritz Bleibtreu in der Hauptrolle. Die Erstveröffentlichung fand vom 14. Oktober bis zum 11. November 2021 über Joyns kostenpflichtiges Subscription-Video-on-Demand-Angebot Joyn Plus+ statt. Im nicht-kostenpflichtigen TV wurde die Serie erstmals auf ORF 1 vom 19. September bis 3. Oktober 2022 ausgestrahlt.
Die Kurzgeschichte Black Hole: Blackout – 10 Jahre danach. Eine Kurzgeschichte ist die 2021 erschienene Fortsetzung von Blackout und handelt von den darauf folgenden Ereignissen.

### Zero
Das sechste Buch von Marc Elsberg trägt den Titel Zero – Sie wissen, was du tust und beschäftigt sich mit den Themen Big Data und Datenschutz. In der Spitze erreichte der Titel den zweiten Platz auf der Spiegel-Bestseller-Liste. Auch dieses Buch wurde als Wissensbuch des Jahres ausgezeichnet – 2014 in der Kategorie „Unterhaltung“. Elsberg war der erste Autor, der die Auszeichnung zwei Mal erhielt. Zero wurde ebenfalls in mehrere Sprachen übersetzt. Der WDR sicherte sich die Rechte für die Verfilmung des Buches. Diese wurde unter dem Titel Zero am 3. November 2021 um 20:15 Uhr in der ARD zum ersten Mal ausgestrahlt.

### Helix
Das siebte Buch mit dem Titel Helix – Sie werden uns ersetzen beschäftigt sich mit dem Thema Genetik. Es handelt sich um einen „spannenden und lehrreichen Wissenschaftsthriller“, der wissenschaftliche Details mit ethischen Fragen verknüpft. Dieses Werk wurde ebenfalls zu einem Bestseller. Auch von Helix gibt es übersetzte Ausgaben.

### Gier
In Gier – Wie weit würdest du gehen? beschäftigt sich Elsberg mit wirtschaftlichen Konzepten, Erkenntnissen und Theorien und der Überlegung, ob umfassende Kooperationen zwischen Wirtschaftspartnern und Wirtschaftszweigen nicht zu breiterem Wohlstand führen könnten. Er stützte sich auf wissenschaftliche Arbeiten zur Ergodizitätsökonomie einer Gruppe um Ole Peters am London Mathematical Laboratory, die unter anderem von den Nobelpreisträgern Murray Gell-Mann und Kenneth Arrow unterstützt wurden (Nachwort). Gier erreichte den dritten Platz in der Bestsellerliste des Spiegels. Das Buch wurde auch ins Englische übersetzt.

### Der Fall des Präsidenten
Marc Elsberg befasst sich im politischen Thriller Der Fall des Präsidenten mit Themen wie Gerechtigkeit, Strafrecht, Diplomatie, Kriegsverbrechen, Whistleblowing und Geheimdiensten. Handlung: Der Ex-Präsident der USA wird bei der Einreise nach Griechenland wegen angeblich begangener Kriegsverbrechen verhaftet und soll dem internationalen Strafgerichtshof in Den Haag überstellt werden. Die USA-Regierung bezeichnet die Festnahme als politischen Skandal und versucht mit allen Mitteln, den Ex-Präsidenten freizubekommen.

### °C – Celsius
Im Klima-Thriller °C – Celsius behandelt Marc Elsberg die globale Erwärmung und damit verbunden das Geoengineering, also Methoden und Technologien, um das Klima zu beeinflussen. Im Roman initiiert China einen „Sonnenschirm“ in der Stratosphäre, mit dem die Sonneneinstrahlung und damit die Temperatur auf der Erde reduziert werden sollen.
Der Roman ist auch ein Polit-Thriller und beschreibt einen Klimakrieg, zunächst innerhalb der großen Volkswirtschaften (USA, EU, China, Russland), schließlich zwischen Norden und Süden.

## Ehrungen
- Datenschutzpreis der Gesellschaft für Datenschutz und Datensicherheit (GDD) (2020)[41] für seine Romane Blackout und Zero

## Werke
als Marcus Rafelsberger
- Saubermann. Espresso, Berlin 2000, ISBN 3-88520-781-8.
- Das Prinzip Terz. Kommissar Terz’ erster Fall. Emons, Köln 2004, ISBN 3-89705-351-9.
- Menschenteufel. Emons, Köln 2009, ISBN 978-3-89705-668-8.
- Wienerherz. Emons, Köln 2011, ISBN 978-3-89705-839-2.

als Marc Elsberg
- Blackout – Morgen ist es zu spät. Blanvalet, München 2012, ISBN 978-3-7645-0445-8. (DE: Gold (Hörbuch-Award))[42]
- Zero – Sie wissen, was du tust. Blanvalet, München 2014, ISBN 978-3-7645-0492-2.
- Helix – Sie werden uns ersetzen. Blanvalet, München 2016, ISBN 978-3-7645-0564-6.
- Gier – Wie weit würdest du gehen? Blanvalet, München 2019, ISBN 978-3-7645-0632-2.
- Der Fall des Präsidenten. Blanvalet, München 2021, ISBN 978-3-7645-1047-3.
- Black Hole: Blackout – 10 Jahre danach. Eine Kurzgeschichte. Blanvalet, München 2022, ISBN 978-3-641-29552-3.
- °C – Celsius. Blanvalet, München 2023, ISBN 978-3-7645-0633-9.